# マイク・シャシェフスキー
マイケル・ウィリアム・シャシェフスキー（Michael William "Mike" Krzyzewski [ʃɪˈʒɛfski] shih-ZHEF-skee , 1947年2月13日 - ）は、アメリカ合衆国のバスケットボール指導者。デューク大学で42年間に渡りヘッドコーチを務め、NCAA男子バスケットボールトーナメントで歴代最多の勝利数と4度の優勝経験を持つ。2001年にバスケットボール殿堂入り。シカゴ生まれ。ニックネームは"Coach K"。

## 名前について
シャシェフスキーはポーランド系移民の子孫である。姓の「シャシェフスキー (Krzyzewski) 」は英語の観点から綴りと読み方が一致しない難読の名前として知られており、その難読姓のため、世間では簡単に「コーチK」とも呼ばれている。

## 来歴

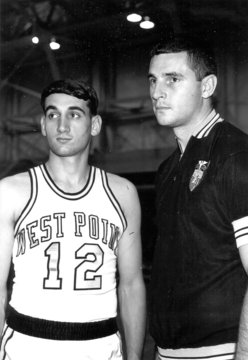
Krzyzewski with coach Bob Knight

イリノイ州シカゴで、ポーランド系アメリカ人ウィリアムとエミリーの間に生まれた。ファミリーネームのKrzyżewskiは元来、クゼフススキー (IPA: [kʂɨˈʐɛfskʲi])で、メディアや一般の発音がシャシェフスキー[ʃəˈʃɛfski] shə-SHEF-skiで、本人の発音はザゼヴスキー[ʒəˈʒɛvski] zhə-ZHEV-skiである。
カトリック教徒として育ったシャシェフスキーは、シカゴのウクライナ村のセント・ヘレン・カトリックスクールに通った。デポール大学付属のカトリック系男子校であるアーチボルト・ウェバー・ハイスクールを卒業した後、陸軍士官学校に進学。士官を目指しつつ、"提督(The General)"の異名で知られたボブ・ナイト監督率いるバスケットボールチームでプレーした。2005年には、陸軍士官学校から優れた業績を挙げた卒業生に与えられるDistinguished Graduate Awardを授与されている。1969年に学業を終えた後は軍役に就き、軍のバスケットボールチームを指導する仕事を数年続けた。1974年に退役し、インディアナ大学のチームを指揮するボブ・ナイトの補佐を務めた。また、シャシェフスキーは1974年から1980年まで、コロニアル・ヘイツ高校で数学を教えていた。
1980年にデューク大学に招聘され、バスケットボール部監督に就任。4年目の1984年に同大学はNCAAトーナメントに進出、1986年には決勝戦に進んだ。1988年からは5年連続で準決勝に進出し、1991年と1992年にはトーナメントの連覇を果たした。以降もほとんどのシーズンでデューク大はトーナメントに進出し、8強に残った1998年以降は連続して16強以上の成績を残している。1999年には決勝進出、2001年には3度目の優勝を達成した。さらに、2010年には四度目の優勝を成し遂げた。30年以上にもわたるシーズンで、12回のNCAAファイナル4進出（歴代1位タイ）、14回のACCレギュラーシーズンのタイトル、12回のACCチャンピオンという成績を残している。

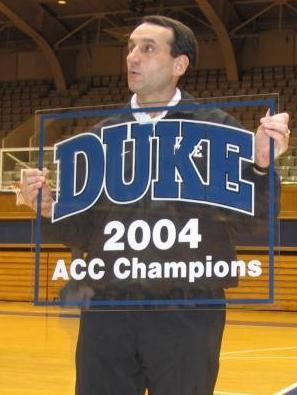
2004年の地区優勝のプレートを掲げるシャシェフスキー

1992年にはバルセロナオリンピックに出場した「ドリームチーム」でアシスタントコーチを務めた。このチームのメンバーに選ばれたクリスチャン・レイトナーはデューク大学でシャシェフスキーの教え子だった。2006年には男子米国代表チーム監督としてFIBAのバスケットボール世界選手権に臨み、3位の結果だった。2008年北京オリンピックでは8試合全てに勝ち、金メダル獲得した。さらに、2010年トルコで行われた世界選手権では、ケビン・デュラントなど若手を主体とした代表チームを16年ぶりの優勝に導いた。2012年ロンドン五輪でもアメリカ代表を率いて、決勝戦で前回と同様の相手スペインを下し、チームをオリンピック連覇に導いた。2014年スペインで行われた世界選手権では、教え子だったカイリー・アービングのMVPの活躍もあり二連覇に導いた。2016年リオデジャネイロ五輪でオリンピック三連覇に導いた。
バスケットボール関連の機関やメディアより12回にわたり大学界の最優秀監督賞を授与されている。2001年に指導者の部門でバスケットボール殿堂入りを果たした。

## デューク大学での教え子たち
NBAドラフト指名順
| - ジョニー・ドーキンス - マーク・アラリエ - デビッド・ヘンダーソン - ダニー・フェリー - アラー・アブデルナビー - クリスチャン・レイトナー - ボビー・ハーレイ - グラント・ヒル - アントニオ・ラング - チェロキー・パークス - ロショーン・マクレオド - エルトン・ブランド - トラジャン・ラングドン - コーリー・マゲッティ | - クリス・キャラウェル - シェーン・バティエ - ジェイ・ウィリアムス - マイク・ダンリービー・ジュニア - カルロス・ブーザー - ダンテイ・ジョーンズ - ルオル・デン - クリス・デューホン - ダニエル・ユーイング - シェルデン・ウィリアムス - J・J・レディック - ジョシュ・マクロバーツ - ジェラルド・ヘンダーソン・ジュニア - ランス・トーマス | - カイリー・アービング - ノーラン・スミス - カイル・シングラー - オースティン・リバース - マイルズ・プラムリー - メイソン・プラムリー - ライアン・ケリー - セス・カリー - ジャバリ・パーカー - ロドニー・フッド - ジャーリール・オカフォー - ジャスティス・ウィンスロー - タイアス・ジョーンズ |

## 著書
- Leading with the Heart: Coach K's Successful Strategies for Basketball, Business, and Life(Business Plus, 2001)
- Five-Point Play: Duke's Journey to the 2001 National Championship (Grand Central Publishing, 2001)
- Beyond Basketball: Coach K's Keywords for Success(Business Plus, 2006)

（『コーチＫのバスケットボール勝利哲学』（イーストプレス、2011）島本和彦監修、佐良土茂樹訳）
- The Gold Standard: Building a World-Class Team (Business Plus, 2009)

（『ゴールドスタンダード 世界一のチームを作ったコーチKの哲学』（スタジオタッククリエイティブ、2012）佐良土茂樹訳）